# Amletus
Amletus (auch Amlethus) ist die Zentralgestalt einer von dem dänischen Historiker Saxo Grammaticus überlieferten altdänischen Sage, die zum Ursprung des weltberühmten Theaterstücks „Hamlet“ von William Shakespeare wurde.

## Hauptfiguren bei Saxo
(eingeklammert jeweils die ungefähren Entsprechungen bei Shakespeare)
- Amletus (Hamlet)[2], Fürstensohn
- Gerutha (Gertrude), Amletus’ Mutter[3]
- Horwendillus (Geist), Amletus’ Vater
- Fengo (Claudius), Onkel des Amletus
- Lauscher (Polonius)
- Milchbruder des Amletus (Horatio)
- Jugendfreundin des Amletus (Ophelia)
- 1. Begleiter (Rosencrantz)
- 2. Begleiter (Güldenstern)

## Handlung bei Saxo
Amletus ist eigentlich legitimer Nachfolger seines Vaters Horwendillus, des Statthalters von Jütland. Horwendillus wurde aber von Amletus’ Onkel Fengo erschlagen, der daraufhin Amletus' Mutter Gerutha, Tochter des dänischen Königs Rerik, ehelichte. Aus Angst ebenfalls von Fengo getötet zu werden, als dieser annehmen muss, dass Amletus seinen Anspruch auf die Nachfolge seines Vaters durchsetzen könnte, stellt sich Amletus wahnsinnig, also regierungsunfähig, damit Fengo ihn für ungefährlich hält. Er härtet scheinbar sinnlose Pflöcke, in die er ebenso sinnlose Widerhaken bohrt, und lebt schmutzig in der Asche der Küche. 
Gerutha stellt ihn zur Rede, aber er bemerkt, dass das Gespräch belauscht wird, und ersticht den Lauscher, dessen Leichnam er kocht und an die Schweine verfüttert. Eine Jugendfreundin, die ihn der Verstellung überführen soll, schleppt er in unwegsames Gelände und liebt sie dort. Der Panzer seiner Verstellung bleibt undurchdringlich. Fengo bleibt jedoch argwöhnisch und schickt seinen Neffen mit zwei Begleitern nach England. Die Begleiter sollen dem König von England den Auftrag überbringen, Amletus zu töten. Der aber ändert den in Runen auf Holztafeln geschnittenen Auftrag ab, so dass der König von England stattdessen die beiden Begleiter tötet. In England legt Amletus mehrere Zeugnisse seines übermenschlichen Scharfsinns ab und bekommt dafür die Tochter des englischen Königs zur Frau.
Fengo aber feiert nach einem Jahr den vermeintlichen Tod seines Neffen. Dieser erscheint überraschend beim Festgelage, das Amletus' Mutter im Auftrag ihres Sohnes mit geknüpften Geweben geschmückt hat. Fengo ahnt Böses, lässt das Schwert des Amletus in der Scheide vernieten und sucht seine eigene Schlafkammer auf. Amletus schenkt den Gästen ein, bis alle betrunken sind. Dann lässt er die geknüpften Gewebe seiner Mutter über sie wie ein Netz herabfallen, zurrt sie mittels der Haken fest, so dass niemand entfliehen kann, und zündet die Halle an. Er sucht Fengo in seiner Kammer auf, vertauscht das unbrauchbare Schwert mit Fengos, das an der Wand hängt, und weckt den Schlafenden. Dieser greift zum Schwert, das aber in der Scheide festgenietet ist. Amletus tötet seinen Onkel und verbirgt sich zunächst, um abzuwarten, wie die Meinung des jütischen Volkes über seine Tat urteilen wird. Als sie sich günstig entwickelt, rechtfertigt er sich in einer großen Ansprache. Er übernimmt die jütische Statthalterschaft und bald auch die dänische Krone seines Großvaters Rerik. Er erobert England und Schottland und vereint so schließlich drei Kronen auf seinem Haupt, fällt aber letztlich im Kampf gegen den Thronprätendenten Vigletus.

## Deutung und Vergleich
Was Saxo überliefert, ist eine Rachesage, an Kraft nur übertroffen durch die Sage von „Wieland, dem Schmied“. Sie enthält humorvolle Details, so die Warnung Amletus durch eine Bremse, an deren Hinterteil ein Strohhalm hängt, sein Falsch-herum-auf-dem-Pferd-sitzen und eine Fülle scheinbar wahnsinniger Aussprüche, deren Doppelsinn sich nur dem Wissenden enthüllt. Auf dem Hintergrund dieser Sage wird die besondere Leistung Shakespeares deutlich, der den Racheaspekt, der beim Vorläuferstück von Thomas Kyd noch eine große Rolle gespielt haben dürfte, in den Hintergrund drängte und den Rächer Amletus der dänischen Sage in den Zweifler und Zauderer Hamlet verwandelte, der seinen legendären Vorläufer im allgemeinen Bewusstsein fast vollständig verdrängte.
In der Sage ist allen bekannt, dass Fengo seinen Bruder Horwendillus, den Vater des Amletus, getötet hat. Um das Anrüchige dieser Tat zu mildern, lässt Fengo verbreiten, er habe den Mord aus einem edlen Motiv begangen: nämlich um Gerutha, die sanfteste aller Frauen, aus der Gewalttätigkeit seines Bruders zu befreien. Niemand zweifelt aber im geringsten daran, dass er Horwendillus, Amletus’ Vater, getötet hat. Um diesen Zweifel zu etablieren und damit eine völlig andere Ausgangsbasis für sein Stück zu schaffen, ließ Shakespeare den Mord so im Geheimen geschehen (dem schlafenden Vater Hamlets wurde Gift ins Ohr geträufelt), dass die Erscheinung von Hamlets Vater als Geist notwendig wird, um überhaupt erst Hamlets vages Unwohlsein in einen konkreten Verdacht zu verwandeln. Bei Saxo Grammaticus stellt Amletus sich wahnsinnig, um sicherzustellen, dass Fengo ihn nicht als Thronprätendenten ebenfalls ausschaltet, bei Shakespeare dagegen stellt sich Hamlet wahnsinnig, weil er anders mit dem grauenhaften Verdacht und dem Auftrag, seinen Vater zu rächen, nicht glaubt leben zu können.

## Verfilmung
Herbert Fritsch verfilmte 2010 die Vorlage von Saxo Grammaticus unter dem Titel Elf Onkel.
Der Film The Northman (2022) von Robert Eggers adaptiert die Geschichte des Amletus in abgewandelter und neu interpretierter Form.